# Zénon Bacq
Zénon-Marcel Bacq, né le 31 décembre 1903 à La Louvière et mort le 12 juillet 1983 à Fontenoy, est un biologiste belge et militant wallon.

## Biographie

### Carrière scientifique
Il devint docteur en médecine de l'Université libre de Bruxelles en 1927 et, après un séjour d'un an à Harvard (1929-1930), agrégé de l'Université de Liège en 1933. Il exerça des mandats FNRS, enseigna la physiologie animale, la pathologie et la thérapeutique générales ainsi que la pharmacologie et la radiobiologie à l'ULg. Étudiant les transmissions chimiques de l'influx nerveux, il inventa des procédés pour se prémunir contre les radiations ionisantes.
En 1945 il reçoit en formation de physiologie le médecin uruguayen Roberto Caldeyro-Barcia, qui sera au cours de sa carrière nommé trois fois au Prix Nobel de physiologie ou médecine.
Le prix E. Cornez, en 1959, et le prix Francqui, en 1948 consacrent ses travaux, notamment l'étude des sensibilisateurs aux ions potassium, à la toxicologie des gaz de guerre, utilisés en Belgique durant la Première Guerre mondiale.
Il est à la base de l'asbl « Association pour la Diffusion des Sciences » (1970-1979), dont Paul Danblon sera le secrétaire général. L'ADS a produit principalement des programmes d'information médicale en vue de vulgariser les connaissances en ce domaine.
Bacq est considéré comme un des fondateurs de la pharmacologie comparée.

### Militantisme
Zénon Bacq fut aussi un militant wallon. Il adhère à l'"Association pour le progrès intellectuel et artistique de la Wallonie", ancêtre de l'Institut Jules Destrée, signe le texte La Wallonie en alerte en 1947 qui met en garde contre l'adaptation des sièges parlementaires au chiffre de la population qui va encore renforcer la proportion de parlementaires flamands, signe l'accord Schreurs-Couvreur.
En octobre 1955, il fait partie du comité permanent du deuxième Congrès culturel wallon et participe aux travaux du Centre culturel wallon, créé en 1956. Il se mobilise également après la Grève générale de l'hiver 1960-1961, patronne la Journée de mobilisation wallonne en 1969, signe La lettre au roi révélant l'inquiétude des Wallons et francophones de 1976 envoyée pour adhésion à quelques dizaines de professeurs et d'intellectuels notamment par Marcel Thiry et Jean Rey.

## Publications
- Principes de radiobiologie, Masson, 1955.
- Principes de physio-pathologie générale, Masson, 1950.
- Pharmacodynamie biochimique, Masson, 1961.